# ميرابيلا إمباكاري
ميرابيلا إمباكاري (بالإيطالية: Mirabella Imbaccari)‏ هي بلدة تقع في مقاطعة كاتانيا في صقلية في إيطاليا .

## السكان
في سنة 1861 بلغ عدد السكان 3٬914 نسمة، وتطور العدد ليصل في سنة 2011 لـ 5٬191 نسمة.
يظهر هذا المخطط البياني تطور النمو السكاني لـ ميرابيلا إمباكاري